# Individual Choice (альбом)
Individual Choice — студийный альбом французско-американского скрипача Жан-Люка Понти, выпущенный в августе 1983 года лейблом Atlantic. Альбом ознаменовал собой перемены для композитора и лидера группы, который теперь включал элементы электронного минимализма в свой фирменный джаз-роковый саунд. Это первый из двух альбомов, в которых Понти создал композиции, в которых доминировали как синтезаторы, так и скрипка.

## Об альбоме
В начале 1970-х годов Понти купил секвенсор и синтезатор Prophet-5 и возил их с собой во время путешествий, чтобы записывать новые идеи. В ретроспективном интервью для переиздания альбома Individual Choice он сказал: «То, что я записывал на этом новом секвенсоре, натолкнуло меня на мысль пойти на совершенно другую концепцию, использовать эти записи в качестве ритмического фона, иногда без барабанов или перкуссии. Я планировал записать новый альбом, в котором я буду играть все фоновые партии на своих синтезаторах, а позже добавлю свою скрипку в студии. Я также пригласил несколько гостей на разные треки, вместо того чтобы записывать еще один альбом группы».
Записанный в 1983 году в Лос-Анджелесе, это первый альбом Жана-Люка Понти, где он играет все партии скрипки, синтезатора и ритм-компьютера, используя один из самых первых секвенсоров. Заглавный трек был использован для рекламного видео, сделанного из покадровой съемки Луи Шварцбергом.
В открывающей альбом композиции «Computer Incantations For World Peace» и в номере «Eulogy To Oscar Romero» Понти играет в одиночку на синтезаторе, добавляя к нему чистый звук классической скрипки. Во втором треке «Far From The Beaten Paths» выступает трио, в котором Понти играет на скрипке и синтезаторе с Рэнди Джексоном (бас) и Рэйфордом Гриффином (ударные). К этому трио на последней композиции альбома «In Spite Of All» присоединился гитарист Аллан Холдсворт. Понти играет дуэтом с Холдсвортом на «Nostalgia» и с клавишником Джорджем Дюком на треке «In Spiritual Love».
Аллан Холдсворт не первый раз сотрудничал с Жаном-Люком Понти. Скрипач говорит о нём: «Я большой поклонник Аллана Холдсворта. Я думаю, что он гений гитары. Что действительно трогает меня больше всего, так это то, настолько его игра эмоциональна. Это не просто поразительно с технической точки зрения нот, которые он играет, но это эмоции, которые он несет в своей игре. Я встречался с ним очень-очень давно. Я приглашал его несколько раз. В 1977 году на моем альбоме Enigmatic Ocean. Это был первый раз. Но после этого был еще один альбом Individual Choice в 1983 году».

## Релиз и критика
Альбом был выпущен 1 августа 1983 года лейблом Atlantic Records и поднялся до 2-го места в чарте Billboard Traditional Jazz Albums и до 85-го места в Billboard 200. От внимания критиков не ускользнуло обильное использование повторяющихся, заранее запрограммированных компьютерных секвенсорных риффов в альбоме. Обозреватель журнала Jazz Journal также отмечает, что Понти отошел от джазовых стандартов групповой импровизационной игры, и альбом представляет собой скорее личный эксперимент Понти на электронной скрипке над фоном из многослойных синтезаторов с небольшими вкраплениями соло приглашённых музыкантов.
Музыкальный критик Джон Дилиберто в своей рецензии для журнала DownBeat (январь 1984) считает, что Понти пожертвовал ритмическим взаимодействием, которое было его отличительной чертой, в пользу технической точности. «Недостаток жизненной силы очевиден, если сравнивать его с единственными двумя треками, имеющими обычную ритм-секцию, „Far From Beaten Paths“ и „In Spite Of All“. Но синтезаторы работают, когда Понти использует их в качестве интимного камерного ансамбля на мрачной „Nostalgia“. Нетронутая атмосфера позволяет гитаристу Аллану Холдсворту растянуться в прекрасном соло, за которым следует собственная, задержанная эхом лирическая мелодия Понти».

## Переиздание
Альбом Individual Choice был переиздан на виниле, CD и в цифровом формате 14 июля 2023 года вместе с другими электронными альбомами Жана-Люка Понти Open Mind (1984), на котором он экспериментировал с синтезаторами как на Individual Choice, а также No Absolute Time (1993), где он находился под влиянием западно-африканских ритмов.
Понти сказал в одном интервью: «Тридцать лет спустя я обнаружил, что этот альбом, и следующий за ним Open Mind, вдохновили молодых музыкантов из других стилей музыки, таких как электро, хаус, диджеи и т. д., на ремиксы некоторых произведений из этих двух альбомов. Это было довольно неожиданно».

## Промо-видео
Американский продюсер и режиссёр Луи Шварцберг, работавший на голливудских студиях, снял короткометражный фильм. Он связался с Жаном-Люком Понти, сказав, что он его поклонник, и спросил, может ли он использовать его музыку. Когда скрипач увидел этот фильм, то был настолько впечатлен, что сразу же согласился и предложил режиссёру использовать заглавный трек своего альбома Individual Choice, который он только что записал. Они работали вместе над редактированием кадров, чтобы те соответствовали ритму музыкальной пьесы. Поскольку никто не делал этого ради денег, то Понти позволил ему использовать свою музыку, а Шварцберг позволил использовать его фильм в качестве промо-видео для альбома. Оригинальность заключалась в том, что в отличие от настоящих промо-видео музыканты не появляются в этом фильме.

## Список композиций
Слова и музыка всех песен — Жан-Люк Понти.
| №  | Название                                | Длительность |
| -- | --------------------------------------- | ------------ |
| 1. | «Computer Incantations for World Peace» | 5:41         |
| 2. | «Far from the Beaten Paths»             | 5:59         |
| 3. | «In Spiritual Love»                     | 7:01         |
| 4. | «Eulogy to Oscar Romero»                | 2:32         |
| 5. | «Nostalgia»                             | 5:02         |
| 6. | «Individual Choice»                     | 4:56         |
| 7. | «In Spite of All»                       | 5:55         |

## Участники записи

#### Музыканты
- Жан-Люк Понти - электроскрипка (все), синтезаторы (1-6), клавишный бас (3, 5, 6), ритм-компьютер (3), орган (5)
- Джордж Дюк – Minimoog соло (3)
- Аллан Холдсворт - гитара (5, 7)
- Рэнди Джексон - бас (2, 7)
- Рэйфорд Гриффин - барабаны (2, 7), ударные (6)

#### Производство
- Жан-Люк Понти - продюсер
- Гэри Скардина - записи барабанов
- Питер Р. Келси - инженер, микширование
- Стюарт Грэм - инженер, помощник инженера
- Стив Холл - инженер, мастеринг
- Марк Ханауэр - фотография
- Боб Дефрин - арт-директор